# Kopstadtplatz
Der Kopstadtplatz ist ein Platz im Essener Stadtkern. Seine ehemalige Bedeutung als Marktplatz, Gedenkstätte und Veranstaltungszentrum hat er seit dem Zweiten Weltkrieg verloren, als sämtliche ihn umgebenden Gebäude durch Luftangriffe der Alliierten zerstört wurden. Der veränderte Wiederaufbau fand unter neuer Verkehrsführung statt.

## Charakter und Lage
Der Kopstadtplatz liegt im nördlichen Teil des Stadtkerns. In ihn münden die Rottstraße, die Fontänengasse, der Gänsemarkt und die I. Weberstraße. Im Südosten des Kopstadtplatzes liegen der Flachsmarkt mit dem ehemaligen Keramikhaus und der Alte Markt an der Marktkirche. Im Süden liegen der Kornmarkt, sowie in rund 200 Meter Entfernung der große, zentrale Kennedyplatz.
Heute existiert als einziges Vorkriegsgebäude das im Osten des Kopstadtplatzes gelegene, nach dem Krieg verändert wiederaufgebaute Carl-Overbeck-Haus. Alle anderen den Platz umgebenden Bauten wurden nach kompletter Zerstörung nach dem Krieg neu errichtet. Ein später ausgeschriebener Wettbewerb für eine Umgestaltung des Kopstadtplatzes wurde zugunsten des Entwurfs von Müller-Zantop vom November 1987 entschieden. Von Januar bis Oktober 1991 folgten die Bauarbeiten zur Umgestaltung.
Im Rahmen eines Beteiligungsprozesses wurde im Jahr 2023 unter anderem auch der Kopstadtplatz ausgewählt, um den seit Jahren wenig frequentierten Platz neu zu beleben. Dazu fielen die Parkplätze weg und es wurden mobile Pflanz- und Sitzmodule sowie weitere Verweilmöglichkeiten eingerichtet. Zudem gab es seitdem kleinere Märkte und Veranstaltungen. Da das Projekt großen Anklang fand, ist es zunächst bis Ende 2024 verlängert worden.

## Geschichte
Der Kopstadtplatz wurde 1858 angelegt, 1860 nach Familie Kopstadt benannt und 1870 zum Marktplatz.

### Namensgebung
Das einstige Familienanwesen der alteingesessenen Kaufmannsfamilie Kopstadt, die drei Essener Bürgermeister stellte:
- Johann Heinrich Kopstadt, Bürgermeister von 1734 bis 1750, sein Sohn
- Heinrich Arnold Kopstadt, Bürgermeister von 1763 bis 1786 und sein Sohn
- Johann Conrad Kopstadt, Bürgermeister von 1821 bis 1833,

trug den Namen Endenpoth.

### Zentraler Marktplatz
Das Familienanwesen Kopstadt lag auf dem Grundstück, das Mitte des 19. Jahrhunderts von der Stadt Essen gekauft worden war, um einen neuen und größeren zentralen Marktplatz zu schaffen, den infolge so genannten Kopstadtplatz. Der bisherige Marktplatz zwischen Marktkirche und dem damaligen Rathaus war, in der Zeit der Industrialisierung in der durch Einwanderung von Arbeitskräften rasch wachsenden Bergbau- und Stahlindustriestadt, zu klein geworden. Am 17. Mai 1898 wurden erstmals Teile des bisher auf dem Kopstadtplatz stattfindenden Wochenmarkts auf den Weberplatz verlegt.

### Platz nationalen Gedenkens
Zum Platz nationalen Gedenkens machte ihn 1891 die Errichtung des von Ernst Seger entworfenen Denkmals an die deutschen Einigungskriege 1864, 1866 und 1870/71. Als die im Süden des Kopstadtplatzes befindliche Heilig-Geist-Kapelle samt dem ehemaligen Heilig-Geist-Hospital im Jahre 1896 abgerissen worden war, wurde der Platz erweitert. Gegen Ende des 19. und Anfang des 20. Jahrhunderts entstanden einige Gebäude im Jugendstil und im Stil des Historismus.

### Veranstaltungsplatz
Den Charakter als Veranstaltungsplatz erhielt der Kopstadtplatz gegen Ende des 19. Jahrhunderts, als er regelmäßig als Kirmesplatz für ein großstädtisches Massenpublikum genutzt worden war. Zudem gründete Ernst Nordmeyer 1890 am nordöstlichen Ende des Kopstadtplatzes Essens erstes Varieté-Theater, das Reichshallentheater mit dem Wiener Café. Anstelle des späteren Carl-Overbeck-Hauses befand sich ein zweistöckiges Schieferhaus mit dem Restaurant Hallmann, das über einen Tanzsaal verfügte. 1899 kam das damals bedeutende Varieté Wolff’s Colosseum hinzu, das Anfang der 1930er Jahre durch das Varieté Scala ersetzt wurde.

Straßenbahn der ersten Essener Straßenbahnstrecke vom Hauptbahnhof über den Kopstadtplatz nach Borbeck, Eröffnung war am 23. August 1893
Kirmes 1889; die Grundstücke der Häuser hinter dem Kirmesstand wurden von Frau Wolff zum Bau des Colosseums später aufgekauft, heute ist hier das Haus am Kopstadtplatz
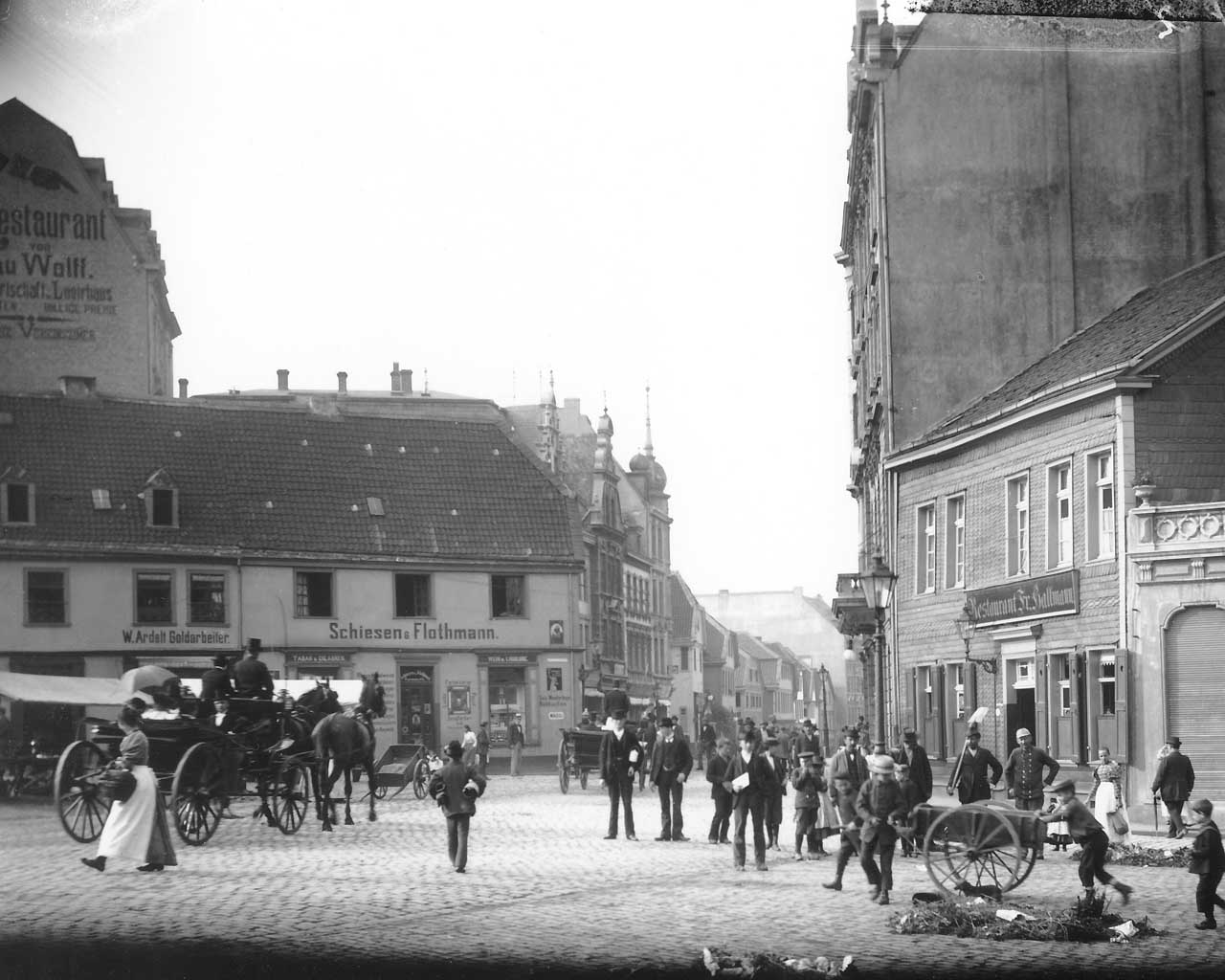
1900: Nordost-Ecke des Kopstadtplatzes mit Blick in die Rottstraße; im hohen rechten Haus das Reichshallentheater; das rechte Schieferhaus davor wich elf Jahre später dem Overbeck-Haus
Westansicht um 1905: mittig Kriegerdenkmal, rechts Colosseum

Am 23. August 1893 fuhr die erste Straßenbahn über den Kopstadtplatz. Sie kam vom Hauptbahnhof über den östlichen Teil des Kopstadtplatzes zwischen der Straße Markt und der Rottstraße, später kam ein Abzweig in die Fontänengasse hinzu.
1908 wurde eine unterirdische Toilettenanlage installiert, deren Eingang sich hinter dem Kriegerdenkmal befand.

### Zweiter Weltkrieg und die Folgen
Diese drei Charakteristiken des Kopstadtplatzes (Marktplatz, nationaler Gedenkplatz, Veranstaltungsplatz) wurden durch die Zerstörung aller Gebäude im Zweiten Weltkrieg vernichtet. Der Neuaufbau nach dem Krieg erfolgte unter neuen Aspekten. Einzig das Carl-Overbeck-Haus wurde verändert wiederaufgebaut. Davor entstand Ende der 1950er Jahre, jetzt ohne die Straßenbahn, eine Straßenverkehrskreuzung zwischen der Rottstraße und der Fontänengasse, die sich nach Westen vor dem Haus am Kopstadtplatz bis zur Straße Gänsemarkt fortsetzte. Dabei diente die Mitte des Kopstadtplatzes bis zum Ende der 1980er Jahre als Parkplatz. Zwischen Januar und Oktober 1991 wurde der Kopstadtplatz zu seinem heutigen Aussehen neu gestaltet und damit auch der innerstädtische Verkehr in diesem Bereich beruhigt.

### Bauwerke

#### Heilig-Geist-Kapelle

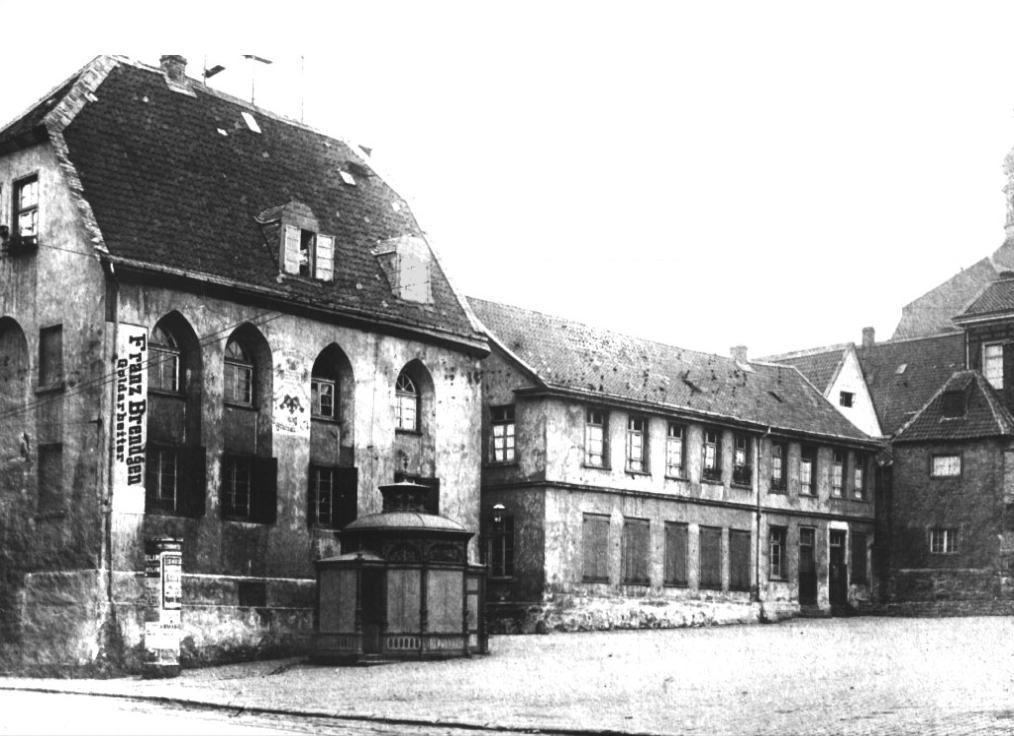
Südlicher Kopstadtplatz 1878, Kapelle des Heilig-Geist-Hospitals, rechts der alte Kornspeicher

Am Kopstadtplatz befand sich die gotische Heilige-Geist-Kapelle. Die Stiftungsurkunde des Hospitals zum Heiligen Geist stammt aus dem Jahr 1317. 1564 war darin nach Umbau die lutherische Stadtschule eröffnet worden. Das sich westlich anschließende Hospital Zum Heiligen Geist war bereits 1868 an die Steeler Chaussee 43 (heute Steeler Straße) gezogen, so dass das alte Gebäude am Kopstadtplatz zuletzt als Wohngebäude genutzt worden war. Der Gebäudekomplex wurde 1896 abgebrochen.

#### Wolff’s Colosseum

Wolff’s Colosseum

Anstelle des heutigen, nördlich des Platzes befindlichen Hauses am Kopstadtplatz wurde am 19. Januar 1899 das 3000 Plätze bietende Varieté Wolff’s Colosseum als Revue- und Operettentheater mit Eingang in einem aufwändig gestalteten Wohn- und Geschäftshaus eröffnet, das nach Entwürfen der Architekten Oskar Kunhenn und Max Büssing erbaut wurde.
Die Inhaberin Mathilde Wolff übertrug ihrem Schwiegersohn Emil Paul Schulz 1917 die alleinige Leitung des Theaters, der den Schwerpunkt auf Operette verlagerte und das Haus Komische Oper nannte. Durch die Wirtschaftskrise der 1920er Jahre, das Aufkommen des Tonfilms und aufgrund der Spezialisierung auf ein konventionelles Bühnenprogramm mit der Auslassung von gestreutem Unterhaltungsprogramm trat ein erheblicher Besucherrückgang ein. Kurz nach dem dreißigjährigen Jubiläum musste das Colosseum aus finanziellen Gründen schließen.
In den 1930er Jahren wurde die aufwändig gestaltete Fassade durch eine dem Zeitgeist entsprechende, sachliche Fassade des Varieté Scala ersetzt. Das Gebäude wurde im Zweiten Weltkrieg zerstört und nicht wieder aufgebaut.

#### Geschäftshaus von Overbeck & Weller

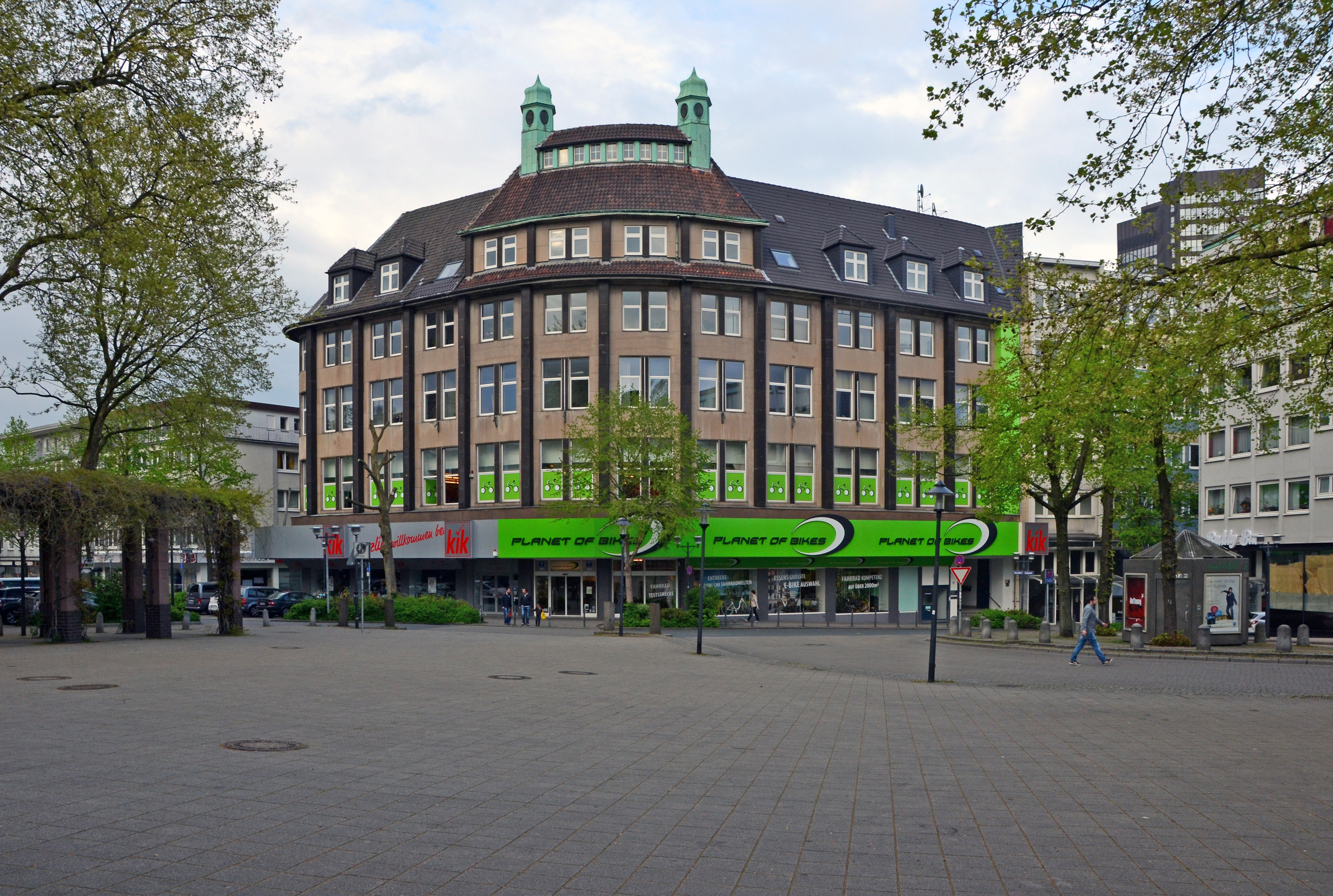
Carl-Overbeck-Haus, 2015

Am Kopstadtplatz 10 befand sich das Bekleidungs-Kaufhaus Overbeck & Weller, das Carl Overbeck in den Jahren 1911 bis 1912 nach Entwürfen von Ernst Knoblauch erbauen ließ. Das vom Jugendstil beeinflusste Gebäude wurde im Zweiten Weltkrieg soweit zerstört, dass nur das Grundgerüst mit den zwei Türmchen auf dem Dach erhalten blieb. Verändert wiederaufgebaut existiert es als einziger Vorkriegsbau am Kopstadtplatz bis heute. Das charakteristische, viergeschossige Eckhaus mit seinen zwei Türmchen beherbergt weiterhin diversen Einzelhandel, sowie seit dem Jahr 2000 das Amt für Statistik, Stadtforschung und Wahlen.

#### Geschäftshaus Gebr. Storp
Am Kopstadtplatz befand sich ab 1894 das Geschäftshaus der Eisenwarenhandlung der Gebr. Storp, das zuletzt unter anderem Haus- und Küchengeräte sowie Werkzeuge verkaufte. Johann Storp übergab das Geschäft, damals verbunden mit Schlosserei und Schmiede, 1871 seinen beiden Söhnen Wilhelm und Ernst Storp. Das Haus wurde im Zweiten Weltkrieg zerstört und nicht wiederaufgebaut.

#### Geschäftshaus O. Küllenberg
Das Geschäftshaus von O. Küllenberg am Kopstadtplatz 8 wurde vor 1915 nach Entwürfen von Oskar Kunhenn erbaut. Es war ein Spezialgeschäft für Photographie und Projektion. Das Haus verfügte über ein großes Lager an photographischen Kameras und Bedarfsartikeln, wie auch an Projektionsarbeiten und Kinematographen, die jederzeit kostenlos vorgeführt wurden. Zu ihrem Angebot zählte auch das Entwickeln von Platten und Filmen sowie die Herstellung von Kopien. Ihre Spezialität bestand in der Anfertigung von Glasdiapositiven und Reklamelichtbildern. Das Gebäude im südöstlichen Bereich des Kopstadtplatzes wurde im Zweiten Weltkrieg zerstört und nicht wiederaufgebaut.

#### Haus am Kopstadtplatz

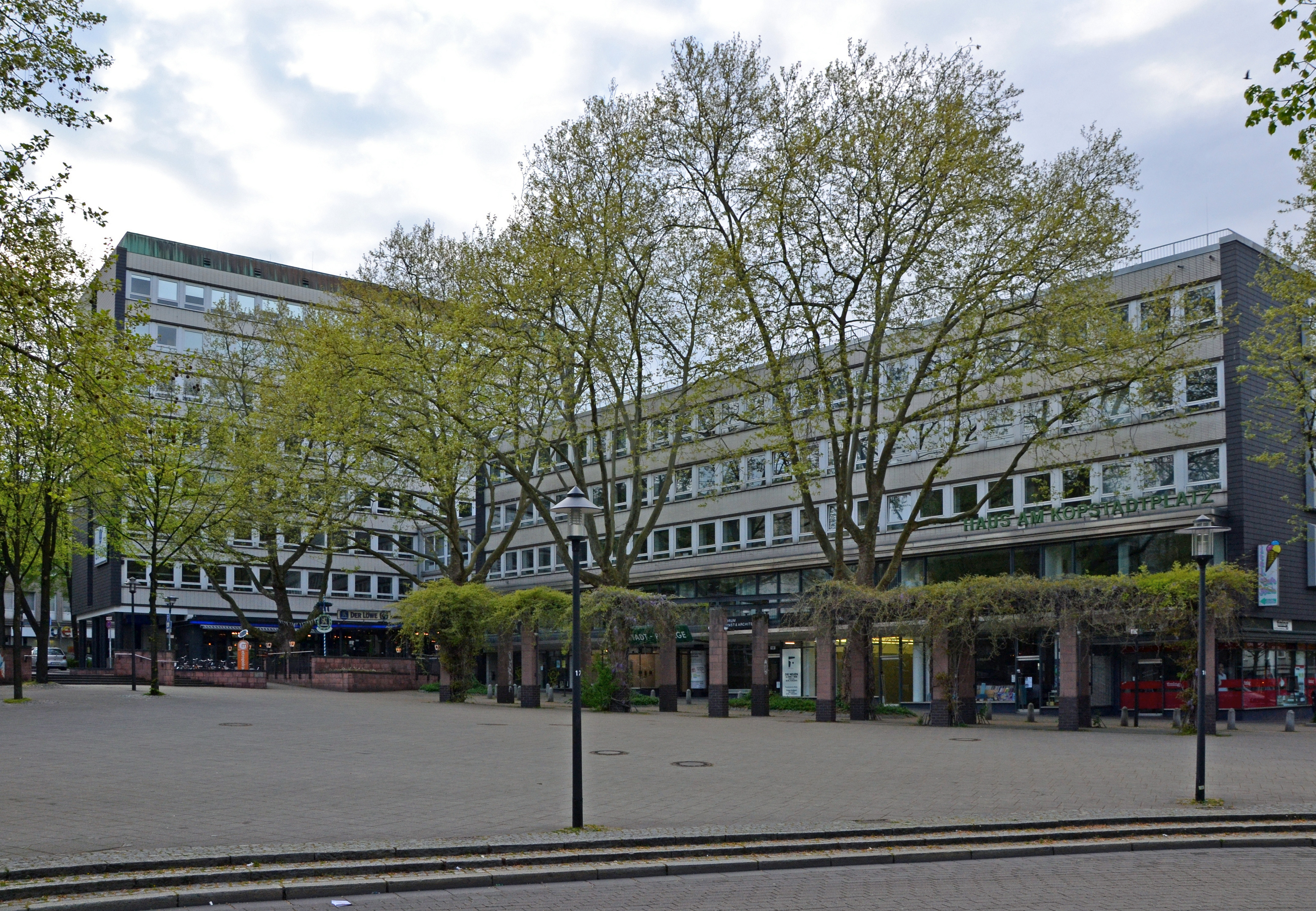
Haus am Kopstadtplatz

Die Altstadt-Baugesellschaft mbH, Essen ließ 1958 das Haus am Kopstadtplatz am Kopstadtplatz 12 nach Plänen des Düsseldorfer Architekten Willy Holtgreve auf dem Grund des ehemaligen Colosseums erbauen. Das Geschäfts- und Bürohaus besteht aus zwei Baukörpern von fünf bzw. acht Etagen, in dem sich die verglaste Ladenpassage Kopstadt-Passage befindet, die seit 2005 das Forum Kunst und Architektur und den Kunstverein Ruhr beheimatet.

#### Denkmal von Ernst Seger

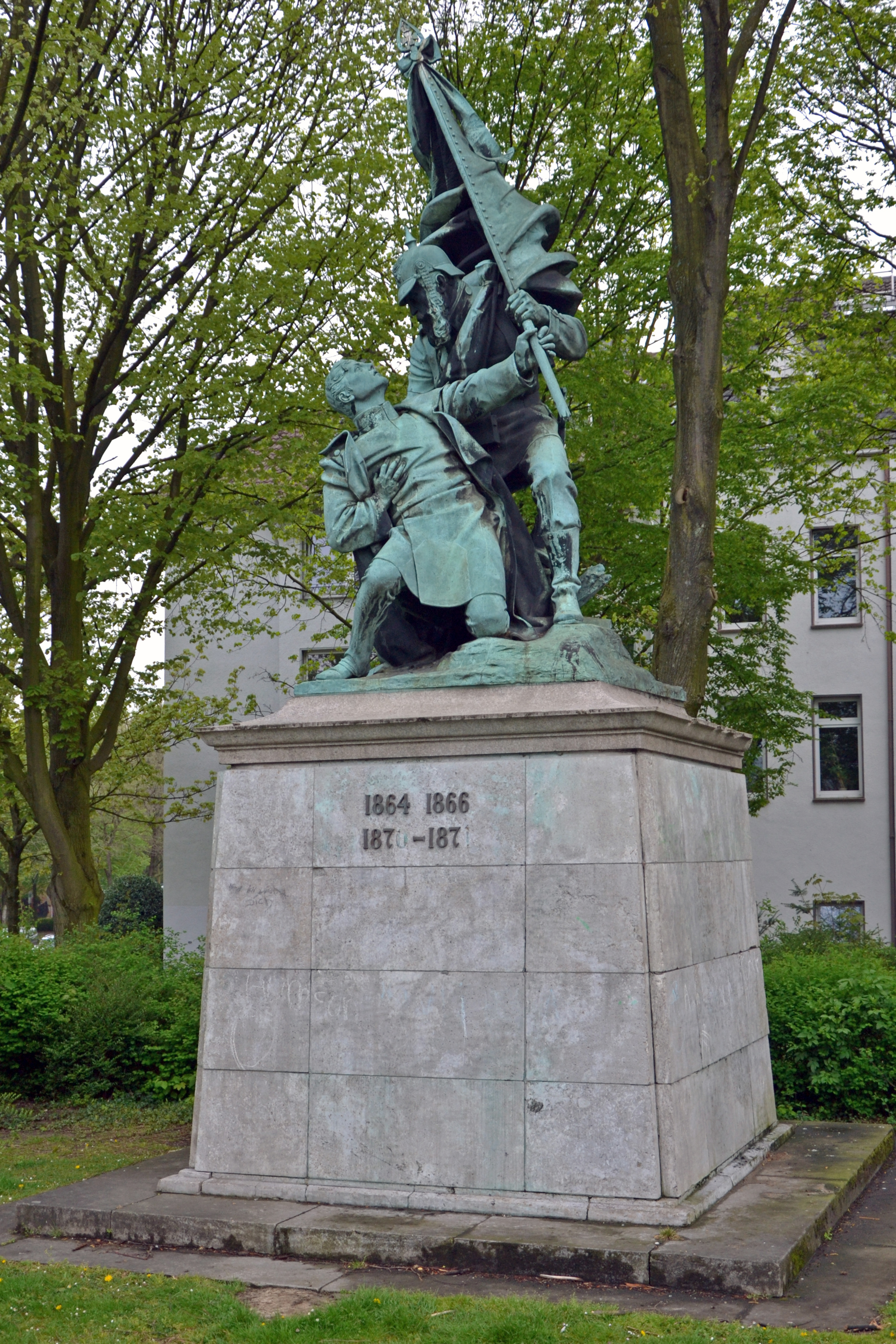
Kriegerdenkmal, bis 1958 auf dem Kopstadtplatz

Am 2. September 1891 wurde mitten auf dem Kopstadtplatz das Kriegerdenkmal des Bildhauers Ernst Seger durch Oberbürgermeister Erich Zweigert enthüllt. Mit ihm wurde an die deutschen Einigungskriege 1864, 1866 und 1870/71 gedacht. Es überstand den Zweiten Weltkrieg nahezu schadlos. 1958 wurde das Denkmal aus verkehrstechnischen Gründen vom Kopstadtplatz in das Eltingviertel im Stadtteil Nordviertel versetzt.